# Huszár Pál
Huszár Pál (Várpalota, 1941. június 26. – 2024. április 28.) magyar egyháztörténész, műfordító, tanár.

## Életpályája
Másfél éves korában meghalt az édesapja, így az öt félárva gyermek felnevelése édesanyjukra hárult.

### Tanulmányai és tanári pályája
Nagy hatással volt rá dr. Fejes Sándor, néhai lelkésze és hittantanára, hiszen általa válhatott reformátussá, magyarrá és értelmiségivé. Olyan lelki-szellemi értékeket kapott tanára közvetítéseként az Úrtól, "amelyeket tolvaj el nem orozhat, tűz meg nem égethet, rozsda meg nem emészthet, múló idő meg nem kevesbíthet" – fogalmazott a főgondnok úr.
Az Eötvös Loránd Tudományegyetem Bölcsészettudományi Karán 1964-ben szerzett tanári diplomát, majd 28 évig tanított történelmet, angol, német és orosz nyelvet, latint és művészettörténetet a várpalotai Thuri György Gimnáziumban. 1992-ben meghívták a Veszprémi Egyetem Német Nyelv és Irodalom Tanszékére. Tizenkét évig oktatta itt a német nyelvterület kultúrtörténetét német nyelven.

### Presbiterisége és főgondnoksága
Több mint két évtizedig volt a Várpalotai Református Egyházközség presbitere. Nyelvtudása révén a külkapcsolatokban segítette gyülekezete munkáját.
A Veszprémi Református Egyházmegye gondnokaként szívesen tartott előadásokat az egyházkerület gondnoki konferenciáin. A Pápai Református Teológiai Akadémián egyetemes egyháztörténetet tanított németül. Hallgatói kérésére egy-két műfordítási kurzust is tartott, melynek anyagát könyv formájában is kiadták (2008). Fontosnak tartotta az egyházi iskolák létrehozását és támogatását, ezért lett a Dunántúli Református Egyházkerület iskolaügyi tanácsosa.

### Könyvei
A Református Egyház zsinata életre hívta az Országos Kálvin Emlékbizottságot, ennek kapcsán írta meg Kálvin János életét és reformátori tevékenységét.
Nyugdíjazása után több kötetet fordított németről magyarra, illetve magyarról németre a Kálvin Kiadó számára. Írásaival is igyekezett segíteni a református egyház tevékenységét. A Pápai Református Teológiai Akadémia eddig négy kötetét jelentette meg. Több tanulmányát közölték a református egyház hivatalos folyóiratai, a Confessio és a Református Egyház.

### Gondolatai főgondnoki tisztéről
"Egyházkerületi főgondnoki tisztségemet megtisztelő szolgálatnak tekintem. Hálával, keresztyéni alázattal szeretném Isten országa ügyét – az ő segedelmével – hűséges sáfárként szolgálni. Hittel hiszem, hogy a zsinat-presbiteri alapelv szellemében mi, nem lelkészek is – éppen lelkészeink tevékenységének céltudatos segítésével – hasznos szolgálói lehetünk egyházunknak."

## Elismerései[3]
- Apáczai Csere János-díj (1986)
- Várpalotáért Emlékérem (1996)
- A Magyar Érdemrend tisztikeresztje (2017)
- A Magyar Érdemrend középkeresztje (2021)

## Művei
- A várpalotai evangélikus, református és római katolikus egyházközség története 1850 és 1950 között; Krúdy Gyula Városi Könyvtár, Várpalota, 2000
- Egy hűséges sáfár és talentumai r. Fejes Sándor várpalotai lelkészünk (1952–1980) emlékezete; PRTA, Pápa 2003 (Pápai eperfa könyvek)
- Dr. Fejes Sándor prédikációinak gyűjteménye; hagyatékból vál., szerk., bev., jegyz. Huszár Pál; PRTA, Pápa, 2004 (Pápai eperfa könyvek)
- Történelmi háttérrel az egységes Európáért. Habsburg Ottó közéleti tevékenységéről; Faa Produkt, Veszprém, 2004
- Kálvin János élete, teológusi, reformátori és egyházszervezői munkássága, 1509–1564; Kálvin, Bp., 2009
- A fordításról. Elméleti tanácsok és gyakorlati ötletek a Pápai Református Teológiai Akadémia hallgatóinak; PRTA, Pápa 2008 (Pápai eperfa könyvek)
- A Lovasi Református Egyházközség története; PRTA, Pápa 2011 (Pápai eperfa könyvek)
- Kálvin János tanításából. Tanulmányok, előadások a nagy genfi reformátor írásba foglalt gondolatairól; előszó Steinbach József; PRTA, Pápa, 2011 (Pápai eperfa könyvek)
- A presbiteri tisztségről; Kálvin, Bp., 2013
- Az egyházközségi gondnok tisztségéről; előszó Steinbach József; PRTA, Pápa, 2014 (Pápai eperfa könyvek)
- Emlékeim. Ifjúságom, tanári és közéleti életpályám, valamint egyházi tevékenységem általam így, utólag legfontosabbnak tartott eseményeinek, erkölcsi és általános emberi tanulságainak rövid összefoglalása; előszó Steinbach József; Dunántúli Református Egyházkerület, Pápa, 2015
- Tematikus presbiteri füzetek. Kisköri presbiterképzés. 5. Gondnokoknak; Magyar Református Presbiteri Szövetség, Budapest, 2018
- A Csetényi Református Egyházközség története; Dunántúli Református Egyházkerület, Pápa, 2017
- Nagy Károly, a frankok királyából lett római császár és az európaiság; Dunántúli Református Egyházkerület, Pápa, 2019
- Emlékeim II.; Dunántúli Református Egyházkerület, Pápa, 2021